# 호남화력발전소
호남화력발전소(湖南火力發電所)는 전라남도 여수시 월내동에 위치한 화력발전소로, 한국동서발전에서 운영하고 있다. 1973년부터 가동을 시작하였으며, 설비 노후화로 인해 2020년 폐지될 예정이었다가 2021년 12월 31일 24시를 끝으로 폐지가 확정되었다.

## 발전설비 현황[2]
| 발전방식      | 발전원        | 설비용량      | 설비용량      | 소계 (MW) |
| ------------- | ------------- | ------------- | ------------- | --------- |
| 기 력         | 유연탄        | 1 ,2호기      | 250MW × 2기   | 500       |
| 신재생에너지  | 태양광        | 0.097MW × 1기 | 0.097MW × 1기 | 0.097     |
| 설비용량 총계 | 설비용량 총계 | 500.097MW     | 500.097MW     | 500.097MW |